# Chelad
Chelad è una suddivisione dell'India, classificata come census town, di 7.901 abitanti, situata nel distretto di Bardhaman, nello stato federato del Bengala Occidentale. In base al numero di abitanti la città rientra nella classe V (da 5.000 a 9.999 persone).

## Geografia fisica
La città è situata a 23° 38' 29 N e 87° 01' 47 E.

## Società

### Evoluzione demografica
Al censimento del 2001 la popolazione di Chelad assommava a 7.901 persone, delle quali 4.389 maschi e 3.512 femmine. I bambini di età inferiore o uguale ai sei anni assommavano a 973, dei quali 501 maschi e 472 femmine. Infine, coloro che erano in grado di saper almeno leggere e scrivere erano 4.514, dei quali 2.971 maschi e 1.543 femmine.